# Patrizia Cavalli
Patrizia Cavalli (ur. 17 kwietnia 1947 w Todi, zm. 21 czerwca 2022 w Rzymie) – włoska poetka i tłumaczka.

## Życiorys
Urodziła się 17 kwietnia 1947 roku w Todi. Większość życia spędziła w Rzymie, dokąd wyjechała za młodu, by studiować filozofię. Podczas studiów poznała Elsę Morante, która przeczytała pierwsze utwory Cavalli i zachęciła ją do dalszego tworzenia.
Cavalli zadebiutowała w 1974 roku zbiorem wierszy Le mie poesie non cambieranno il mondo, który zadedykowała Morante. Jej tomik Sempre aperto teatro (1999) został wyróżniony nagrodą Premio Viareggio, a Pigra divinità e pigra sorte (2006) nagrodą Premio Internazionale Pasolini, z kolei zbiór esejów Con passi giapponesi znalazł się w finale Premio Campiello 2020. Jej poezję cechuje muzyczność i przeplatanie się kontrastów.
Cavalli przełożyła na język włoski dramaty Burza, Sen nocy letniej, Otello i Wieczór Trzech Króli Williama Shakespeareʼa oraz utwory Molièreʼa i Oscara Wildeʼa.
Zmarła 21 czerwca 2022 roku w Rzymie.

## Twórczość
- Le mie poesie non cambieranno il mondo, 1974
- Il cielo, 1981
- Poesie 1974-1992, 1992 (wydanie zbiorcze pierwszych dwóch tomików i nowego pt. L'io singolare proprio mio)
- Sempre aperto teatro, 1999
- La Guardania, 2005
- Pigra divinità e pigra sorte, 2006
- La Patria, 2011
- Flighty matters, 2012
- Al cuore fa bene far le scale (z Dianą Tejerą), 2012
- Datura, 2013
- Con passi giapponesi, 2019 (proza)
- Vita meravigliosa, 2020[1]